# Shayne Ward
Shayne Thomas Ward (* 16. října 1984, Clayton) je anglický popový zpěvák a herec, který v roce 2005 vyhrál 2. řadu pěvecké soutěže The X Factor ve Velké Británii, kdy ve finále porazil Andy Abrahamse.
Narodil se v Claytonu v Manchesteru irským rodičům. Má šest sourozenců (Mark, Martin, Michael, Lisa a Leona) včetně jeho dvojčete – Emmy. Taktéž je fanouškem fotbalového klubu Manchester United. Ještě než se zúčastnil X Factoru, měl Ward hudební skupinu Destiny, kde spolu s ním vystupovaly dvě ženy, Tracy Murphy a Tracey Lyle. Vystupovali po hospodách, klubech a svatbách. Ward se také probojoval do finálové třicítky v soutěži Popstars: The Rivals.
Během soutěže X Factor mu radil manažer Louis Walsh (který je nyní jeho manažerem).
Na rozdíl od mnoha soutěžících se po X-Factoru dokázal prosadit a do dnešního dne (platí k roku 2008) prodal přes milión nahrávek, přičemž nejvíce populární je ve Velké Británii, Irsku, ale též Asii. Zpívá ve stylech: pop (pop ballad, dance pop), R&B a výjimečně soul. Má neobyčejně vysoký vokální rozsah, který začal více využívat ve svém druhém albu.
V roce 2015 se začal objevovat v britském seriálu Coronation Street, jako jedna z hlavních postav Aidan Connor. Byl zasnoubený s Faye McKeeverovou, ale desetiletý vztah na začátku 2014 skončil. V roce 2016 se poznal se svojí nynější přítelkyní Sophie Austin. V srpnu 2016 pár oznámil že čekají přírůstek do rodiny. 2. prosince 2016 se páru narodila dcera Willow May. V prosinci 2017 oznámil Shayne zasnoubení se Sophií. Svatba by měla být v průběhu roku 2020.

## Diskografie

### Shayne Ward (2006)
Debutového alba se celosvětově prodalo 767 000 kusů, jen v Británii překročily prodeje 505 000 nosičů. Mezinárodně zabodovalo album na nejvyšších příčkách hudebních hitparád ve Skandinávii, Asii a Jihoafrické republice.

### Breathless (2007)
Album produkoval silný producentský tým – Max Martin, Maratone, Ryan Tedder a Rami Yacoub. Naleznete tu 13 skladeb ve stylu pop music, disko. Bylo vydáno v Anglii 26. listopadu 2007, doposud bylo prodáno kolem 500 000 nosičů a dosáhlo tak na Platinovou desku. U nás vyšlo 4. února 2008.

## Skladby
- No U Hang Up
- If That's Ok With You
- Damaged
- Stand By Your Side
- Until You
- Some Tears Never Dry
- You Melt The Snow
- Tangled Up
- Just Be Good To Me
- U Got Me So
- You Make Me Wish
- Tell Him
- No Promises
- Breathless
- You are not alone